# Liste der Bodendenkmale in Rhinow
Die Liste der Bodendenkmale in Rhinow enthält alle Bodendenkmale der brandenburgischen Gemeinde Rhinow und ihrer Ortsteile auf der Grundlage der Landesdenkmalliste vom 31. Dezember 2020.
Die Baudenkmale sind in der Liste der Baudenkmale in Rhinow aufgeführt.
| Gemarkung     | Flur       | Kurzansprache | Bodendenkmalnummer | Bemerkung | Bild |
| ------------- | ---------- | --- | ------------------ | --------- | ---- |
| Rhinow (Lage) | 3, 4, 10   | Siedlung slawisches Mittelalter, Siedlung deutsches Mittelalter, Siedlung Neolithikum, Siedlung römische Kaiserzeit, Siedlung Bronzezeit | 50081              |           |      |
| Rhinow (Lage) | 1, 2, 3, 4 | Altstadt Neuzeit, Altstadt deutsches Mittelalter                                                                                         | 51012              |           |      |
| Rhinow (Lage) | 9          | Siedlung Neolithikum, Siedlung deutsches Mittelalter, Siedlung Eisenzeit, Siedlung slawisches Mittelalter                                | 51013              |           |      |
| Rhinow (Lage) | 3, 9       | Siedlung slawisches Mittelalter, Siedlung Neolithikum, Siedlung deutsches Mittelalter                                                    | 51020              |           |      |